# Matthew Stanley
Matthew Stanley, född 15 januari 1992 i Matamata, är en nyzeeländsk simmare.
Stanley tävlade i tre grenar för Nya Zeeland vid olympiska sommarspelen 2012 i London. Han blev utslagen i försöksheatet på 200 och 400 meter frisim samt var en del av Nya Zeelands lag som blev utslagna i försöksheatet på 4 x 200 meter frisim. 
Vid olympiska sommarspelen 2016 i Rio de Janeiro tävlade Stanley i två grenar. Han blev utslagen i försöksheatet på både 100 och 200 meter frisim.